# Partido judicial de Puebla de Sanabria
El partido judicial de Puebla de Sanabria es el partido judicial n.º 4 de la provincia de Zamora y uno de los cinco partidos judiciales de la provincia de Zamora en la comunidad autónoma de Castilla y León (España).

## Introducción
La provincia de Zamora cuenta con los siguientes partidos judiciales:
- Partido judicial n.º 1, también conocido como de Toro.
- Partido judicial n.º 2, también conocido como de Zamora.
- Partido judicial n.º 3, también conocido como de Benavente.
- Partido judicial n.º 4, también conocido como de Puebla de Sanabria.
- Partido judicial n.º 5, también conocido como de Villalpando.

## Municipios
El partido judicial de Puebla de Sanabria incluye los siguientes términos municipales:
Asturianos, Cernadilla, Cobreros, Espadañedo, Galende, Hermisende, Justel, Lubián, Manzanal de Arriba, Manzanal de los Infantes, Molezuelas de la Carballeda, Mombuey, Muelas de los Caballeros, Palacios de Sanabria, Pedralba de la Pradería, Peque, Pías, Porto de Sanabria, Puebla de Sanabria, Requejo, Rionegro del Puente, Robleda-Cervantes, Rosinos de la Requejada, San Justo, Trefacio y Villardeciervos.
Por lo que da servicio a una población de 8218 habitantes de un total de 26 municipios.